# Ilion Lika
Ilion Lika (Tirana, 17 de maio de 1980) é um futebolista albanês que atualmente joga no  KF Tirana.
O goleiro já havia jogado pelo Dinamo Tirana, KS Elbasani e Kastrioti KS na Albânia, e mais recentemente e com um maior sucesso no FC Terek Grozny na Rússia.

## Seleção nacional
Ilion Lika ja foi convocado para 14 jogos pela Seleção Albanesa de Futebol.